# Nora Barnacle
Nora Joseph Barnacle (n. Connemara, Irlanda, 21 o 24 de marzo de 1884 — Zúrich, 10 de abril de 1951) fue la única esposa del escritor irlandés James Joyce y la madre de sus dos hijos. Aunque nació en Irlanda, Nora Barnacle vivió la mayor parte de su vida en el extranjero, principalmente en Suiza.
A pesar de las acusaciones y críticas de no haber sido una buena compañera,[cita requerida] Joyce se casó con Nora con quien vivía desde el año 1904. De hecho, Nora parece verse reflejada en personajes femeninos de cada obra de Joyce. Después de la muerte de Joyce en Zúrich, en 1941, Nora decidió permanecer allí, muriendo diez años después, en 1951, de insuficiencia renal aguda a la edad de 67 años.
Brenda Maddox escribió una biografía feminista de Nora Barnacle titulada Nora. Esta biografía fue llevada al cine en 1999, con el mismo título, en una película dirigida por Pat Murphy y protagonizada por Susan Lynch y Ewan McGregor.

## Biografía

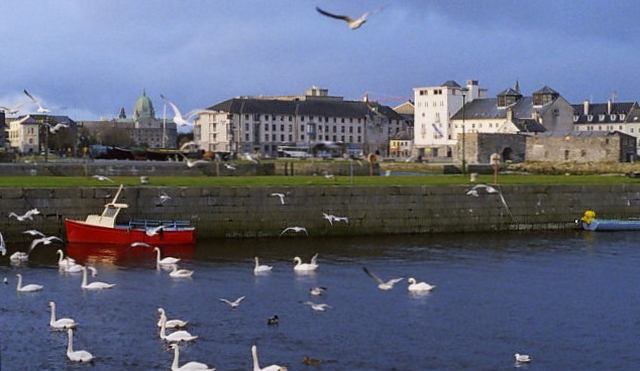
Panorama actual de Galway, ciudad natal deNora Barnacle.

Nora Barnacle, la mayor de siete hermanos, nació en Galway, condado de Galway en Irlanda. El día de su nacimiento no está claro, algunas referencias lo ponen entre el 21 y el 24 de marzo de 1884. Su padre, Thomas Barnacle, era un panadero analfabeto que tenía 38 años cuando nació Nora. Su madre, Annie Honoraria Healy, que era 10 años más joven que su esposo y trabajaba como costurera, vivió en su casa de Galway hasta su muerte en 1940.
Cuando Nora era pequeña, entre 1886 y 1889, sus padres la enviaron a vivir con su abuela materna. Durante esos años comenzó a estudiar en un convento. En 1896 empezó a trabajar en una lavandería mientras continuaba sus estudios. Ese mismo año, su madre se separó de su padre porque era alcohólico. Nora vivía entonces con su madre y su tío Tom Healy, en la calle Bowling Green, en la ciudad de Galway. 
Nora era alta y Margaret Anderson dijo de ella en 1930 que era «una de esas mujeres que un hombre ama para siempre y espera poder, un día, estrangular». Maddox, en su libro Nora, la describe como «una mujer hábil, rápida en el pensamiento y con un gran sentido del humor.» El padre de James Joyce, al escuchar el apellido de la mujer con quien su hijo se había fugado de la isla, dijo: «Ella permanecerá junto a él.» (She'll stick with him). En inglés, Barnacle, el apellido de Nora, es un crustáceo de la clase Cirripedia. Parecido a las lapas, permanece inmóvil adherido a las rocas durante toda su vida. Esta coincidencia es destacada por el traductor José María Valverde en su prólogo al Ulises.

## Romances

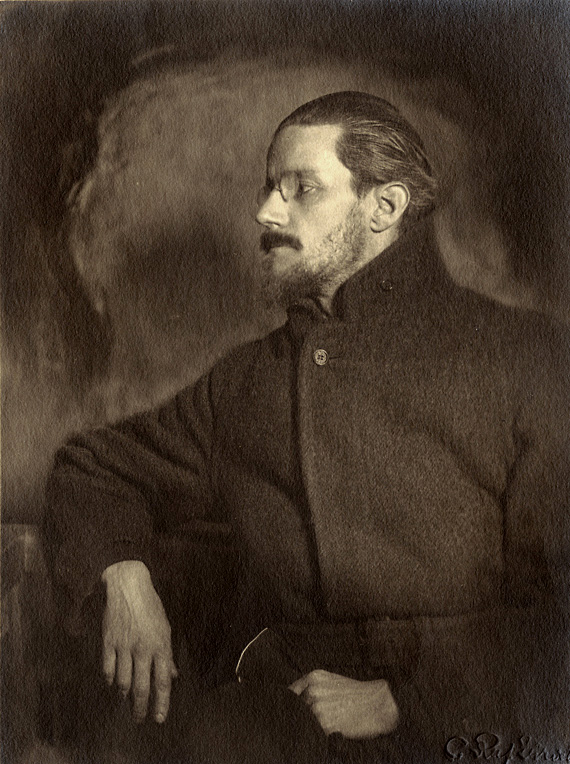
James Joyce en Zúrich, 1918.

En 1896, Nora Barnacle se enamoró de un adolescente llamado Michael Feeney, que murió al poco tiempo de fiebre tifoidea y neumonía. Otro joven que le gustaba a Nora murió de fiebre entérica en 1900, por lo que recibió de sus amigas del convento el apodo de «matadora de hombres» (man-killer). Se dice que en el relato de Joyce "Los muertos" puede haber resonancias de alguno de estos amoríos de juventud de Nora. Ésta tuvo un corto romance con un hombre mayor, por lo cual su tío la castigaría. Poco después, en 1903, su tío la envió a Dublín, donde trabajó como camarera en un hotel llamado Finn's Hotel.
En Dublín conoció a James Joyce, el 10 de junio de 1904 y le dio una cita en la calle Merrion Square, n.º 1, frente a la casa del Sr. William Wilde. Nora no llegó; recibió del poeta una nota avisándole que él sí había llegado y que la había confundido momentáneamente con otra señorita de igual apariencia, pero que lamentablemente no era ella. Se volvieron a ver unas noches después, el 16 de junio, fecha de tal importancia para Joyce, que hizo que su novela Ulises transcurriera íntegramente en la mencionada fecha: 16 de junio de 1904.
Desde entonces, en honor a su protagonista, Leopold Bloom, y a los acontecimientos de la novela, se celebra en Irlanda y en diversas regiones del mundo el Bloomsday (día de Bloom). Las últimas palabras de la novela pertenecen al personaje Molly Bloom, mujer de aquel. Este personaje está inspirado en Nora y sus palabras reflejan la actitud pasiva que tenía con su marido: «Sí, dije sí, lo haré sí» (Yes I Said Yes I Will Yes).
Joyce tenía relaciones frecuentes con prostitutas y había adquirido cierta lujuria y agresiva sexualidad, cosa que no caracterizó el inicio del romance con Nora. A pesar de que ambos eran pasionales y hasta muy escatológicamente explícitos en las cartas que se enviaban, y si bien es cierto que en su primer encuentro Nora abrió la bragueta de Joyce y le acarició hasta «hacerme hombre», Joyce y Nora no consumaron una relación sexual en esos días que se conocieron.
Ambos eran pobres; para entretenerse hacían caminatas e iban al teatro. Joyce contó que Nora extrajo de él sentimientos y emociones que no había experimentado hasta entonces, compartiendo con ella cuanto detalle de su vida personal podía, describiéndola como «el alma más hermosa y sencilla del mundo». Nora era más fiel a su fe católica que Joyce. Este le escribía que dormía con el guante de ella a su lado y que el guante se portaba muy apropiadamente, tal y como su dueña lo hacía. Joyce y Nora no volvieron a separarse desde entonces hasta la muerte de Joyce y si bien es cierto que vivieron juntos la mayor parte de su vida, no se casaron hasta 1931.

## Vida internacional
Nora y Joyce, sin decir nada a su familia en Galway, partieron juntos fuera de Irlanda hacia París un 8 de octubre de 1904 y luego de inmediato a Zúrich, donde se le había prometido un puesto a Joyce como maestro, puesto que en realidad no estaba abierto. Esa noche en Zúrich, Joyce escribió a su hermano Stanislaus que Nora había dejado de ser virgen. Al día siguiente los amantes marcharon a Trieste, parte del Imperio austrohúngaro, donde Joyce dio clases privadas de inglés. El ambiente internacional fue difícil para Nora, solitaria, nostálgica, en la pobreza, alejada de su familia, dependiendo sólo de su «novio» e incapaz de aprender nuevos idiomas. 
Un oficial naval que vio a la pareja en un barco dijo no estar seguro si contemplaba un suicidio o un asesinato, al ver a la novia arrastrar tan deplorable equipaje, vestida con un peto de hombre y un viejo sombrero de paja. A pesar del estrés profesional y económico, Joyce prestó una gran atención a Nora, cuidándola mucho, e incluso en ocasiones rogándole que no fuera infeliz. En Trieste Nora quedó embarazada por primera vez, y dio a luz el 26 de julio de 1907 a un varón que llamaron Giorgio. 
Stanislaus, hermano de Joyce, se mudó con la pareja a Trieste. Joyce comenzó a beber con mayor intensidad y frecuencia, a menudo gastando su salario y el de su hermano casi por completo, circunstancia que ocasionaba constantes fricciones entre los dos, así como entre James y Nora. Ésta amenazó con irse, pero por un lado estaba emocionalmente comprometida con su pareja y, por otro, volver a Dublín o Galway sería demasiado conflictivo en la cerrada sociedad católica de Irlanda, por la razón de que se sabía públicamente que estaba viviendo en concubinato.
Nora, Giorgio, James y Stanislaus se mudaron a Roma donde la situación económica empeoró, en comparación con Trieste. Alquilaban una habitación, que pagaban una vez al día, con dinero que obtenía Joyce en clases privadas diarias. Nora, embarazada por segunda vez, tenía que salir del cuarto con Giorgio, esperar en un café hasta que Joyce viniera con dinero para alquilar una nueva habitación para las siguientes 24 horas.[cita requerida]
Poco después Joyce fue asaltado en la calle, lo que finalmente lo decidió a volver con su familia de nuevo a Trieste. En 1907, poco después de que su marido fuese hospitalizado de fiebre reumática, Nora dio a luz en un hospital para pobres a Lucia, nombre que hace referencia al temor de James Joyce de que tuviera ceguera. Nora y su marido continuaron peleando y reconciliándose con igual rapidez. Nora quedó embarazada por tercera vez, perdiendo el bebé antes de que naciera.

## Matrimonio

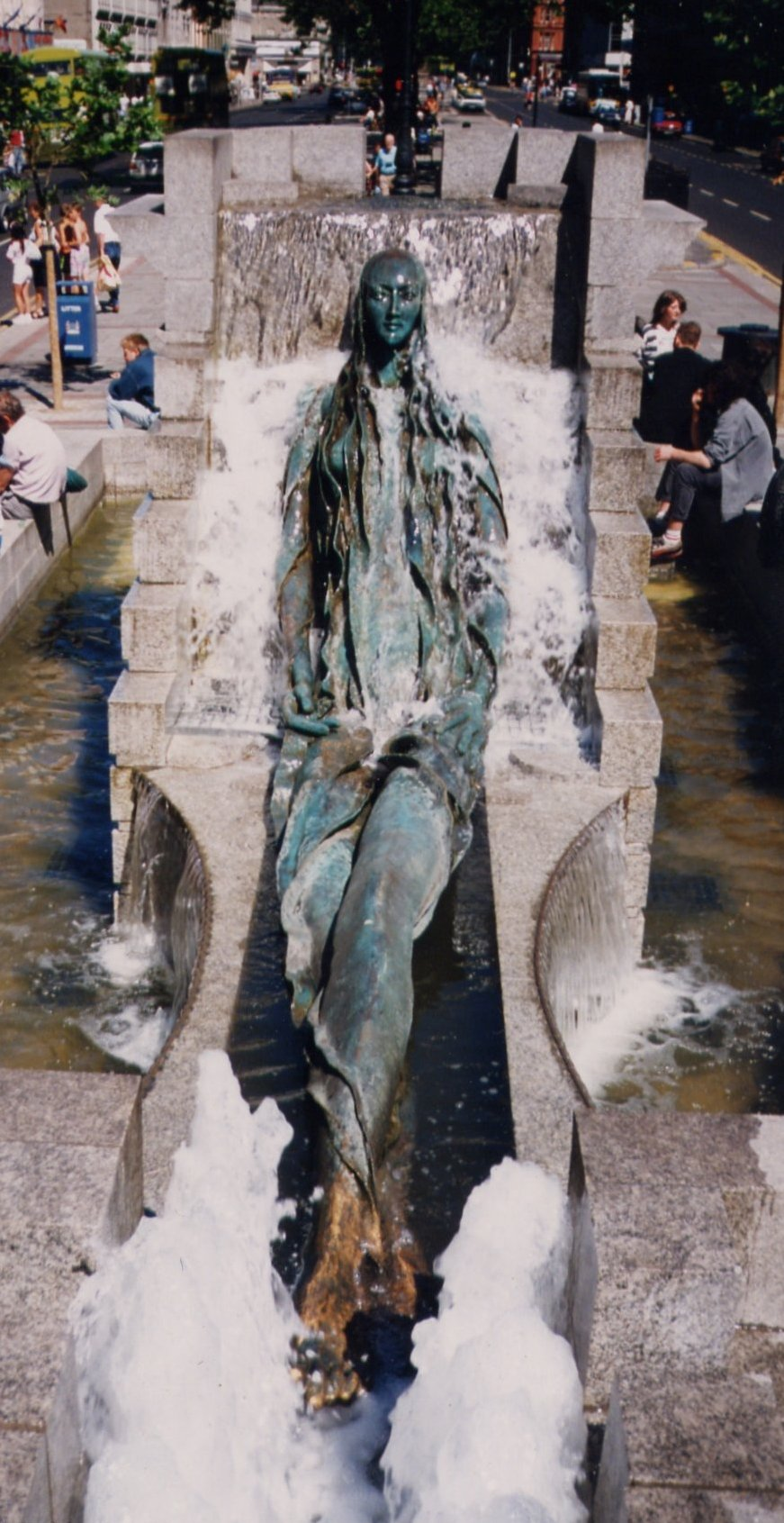
Estatua representativa de Anna Livia Plurabelle, personaje y heroína de la novela de James Joyce Finnegans Wake, quien a su vez es una representación del río Liffey y se dice haber sido inspirada de la esposa de Joyce, Nora.

La relación entre Nora y su marido era muy compleja, principalmente debido a sus diferentes personalidades, gustos e intereses. Sin embargo, Nora enfocaba su disposición hacia James Joyce y se dedicaba a acomodarse a él. Por ejemplo, en anticipación a su viaje a París, Nora estudió el idioma francés. Se sabe también que cocinaba pudín en ocasiones especiales a petición de su marido y que le acompañó en muchos de sus viajes internacionales. Joyce quedó prácticamente ciego los últimos años de su vida y era Nora la que le acompañaba a todas partes. Pero en sus cartas a su hermana, Nora menciona que su marido era un hombre débil y un artista neurótico, acusando a Joyce de haber arruinado su vida y la de sus hijos. Con frecuencia se quejaba de su afición a la bebida y de su tendencia a gastar demasiado dinero. 
En 1909, Nora permaneció en Trieste mientras Joyce y su primogénito viajaron a Irlanda. Estando allá, Joyce escribió a Nora, diciéndole que ni él ni Giorgio irían a Galway, la tierra de origen de Nora. Fue en ese momento cuando un conocido de ambos, Vincent Cosgrave, hizo que Joyce creyera que Nora había salido con él antes que con el escritor. Para cuando Nora se defendió frente a las acusaciones de Joyce, este ya se había enterado de la emboscada emocional de la que había sido víctima de manos de su amigo. Su arrepentimiento renovó el amor y apego de Nora a su marido y de este hacia ella. Muchos se han sorprendido de que un hombre de tanto talento como James Joyce se mantuviera tan fiel y constante a una mujer de tan humilde pasado y situación.
Nora, en sus momentos de nostalgia, tenía por costumbre decir que lo único que salvaba a Trieste era su cine. Ello inspiró a su marido la idea de instalar una sala de cine en Dublín. Consiguió suscitar el interés de varios inversores y viajó a Dublín en 1912; este fue su penúltimo viaje a su tierra natal. La empresa finalmente no se llevó a cabo. En este viaje Joyce conoció a la familia de Nora, con la que hizo buenas migas. Sorpresivamente, y con palabras directas, Nora, bien en un momento de deseo extremo o bien para conservar a su marido fiel y excitado por ella mientras permanecía lejos en Dublín, le escribió expresándole su deseo de que él se masturbara. Esa carta conllevó a una serie de correspondencias, famosas por su contenido erótico y claramente pornográfico, entre marido y mujer. Joyce nunca ofreció esas cartas a nadie, aunque tampoco se aseguró que fuesen quemadas. Nora, por su parte, en 1940, justo cuando partían de París, quemó las cartas que recibió de él, alegando que su contenido no era asunto de nadie. En 2004, una de las cartas con contenido erótico escrita por Joyce para Nora Barnacle se vendió por cerca de 445.000 dólares norteamericanos, una cantidad récord para una carta subastada. Se ha criticado más el hecho de que dichas cartas fuesen publicadas, que el contenido de las mismas.
Nora, por lo general, fue un apoyo para su marido en sus empresas literarias. En ocasiones lamentaba el hecho de que sus escritos fuesen oscuros y carentes de sentido. Nora no se sentía cómoda cuando asistía a reuniones con su esposo y otros artistas. Admitió que le hubiera preferido músico en vez de escritor.
En 1922, en el que sería su último viaje a Dublín, Nora y los niños le acompañaron. Nora se quedó en Galway mientras Joyce intentaba publicar el libro Dubliners (Dublineses). Quedó muy frustrado por el rechazo que sufrió. Nora le escribió diciendo que no perdiera sus esperanzas.
Nora también era celosa. En una oportunidad manifestó su indignación cuando su marido se dejó fotografiar con una dama elegante, quien supuestamente tenía de lectura nocturna, antes de acostarse, un volumen del Ulises. Joyce, después de uno de sus viajes a Dublín, le prometió a Nora que nunca la volvería a dejar sola y fue fiel a esa promesa.
Para el comienzo de la Primera Guerra Mundial, Nora y su familia se mudaron nuevamente a Zúrich, donde vivieron durante siete años mientras Joyce trabajaba escribiendo Ulises. Durante esos años, Nora tuvo que dar cuidados añadidos su esposo debido a su frecuente debilidad y pérdida de la mayor parte de la visión, en especial al concluir cada episodio del libro. 
Las fotos de Nora con sus hijos, por esta época de Zúrich, la muestran más solemne y menos sonriente. Hacia la conclusión de Ulises (febrero de 1922), Joyce se volvió más indiferente e insensible hacia Nora, a tal punto que ella le dijo que había quemado el manuscrito de Ulises, cosa incierta, pero que inclinó a Joyce a prestarle atención por un tiempo. 
Las cosas no fueron siempre tan lúgubres entre ellos. Nora incluso actuó en obras de teatro escritas por Joyce y participó directamente en mejorar la apariencia y vestuario de su famoso marido después de la exitosa publicación de Ulises. De Finnegans Wake, Nora diría a su esposo, «¿Por qué no escribes libros que la gente pueda leer?»

## Hijos
Nora Barnacle estuvo embarazada tres veces y dio a luz a dos hijos vivos, un varón, el primogénito, y una niña, con dos años de diferencia entre ellos. Ambos nacieron en Trieste, en un ambiente de pobreza y muchas carencias materiales. 
Otro desafío para la ahora mundialmente conocida familia, era la enfermedad mental de su hija Lucia, a quien su padre apodaba la «asombrosa salvaje» (en inglés wonder wild). Nora insistía en que la joven debía ser hospitalizada, pero Joyce se oponía continuamente. Ambos llevaron a Lucía a varios especialistas, incluyendo Carl Gustav Jung, pero no fue internada hasta 1936, a los 28 años, en una clínica; no volvería a vivir fuera de un hospital psiquiátrico hasta su muerte en 1982.
Estando internada, Joyce con frecuencia visitaba a Lucia, pero Nora rehusaba volver a ver a su hija y no iba a visitarla. Nora tenía poca paciencia con las explosiones emocionales de Lucia —sus accesos de rabia eran especialmente frecuentes, con comportamiento violento (en una ocasión le lanzó una silla a su madre), exacerbación de la promiscuidad y un lenguaje obsceno— diagnosticados como síntomas de esquizofrenia. Hacia 1930, Lucia se enamoró perdidamente de Samuel Beckett, asistente de Joyce en ese tiempo; Beckett no le correspondió, y la joven culpó a su madre de su fracaso sentimental. Lucia también tuvo romances de corta duración con dos hombres, Alexander Calder y Albert Hubbell.
Lucia fue, desde su nacimiento, una niña enfermiza y con estrabismo, más acentuado que el de su padre. Otro factor que pesó en su vida, es que nació en un hogar pobre y desordenado. Los primeros recuerdos que tenía Lucia de su madre eran de regaños. En cuanto a su padre, amaba a Lucia y tenía la tendencia a mimarla y consentirle todo, al menos cuando estaba con ella.
La familia era desalojada continuamente de los lugares en los que habitaba, a tal punto que cuando tenía 7 años, Lucia ya había vivido en cinco direcciones diferentes. Cuando  tenía 13 años de edad, la familia había vivido en tres países diferentes. Sus principales intereses como adolescente eran la danza y el ballet, pero diversas informaciones indican que Nora, por la envidia que le generaba la atención que recibía Lucia, la obligó a dejar el baile por una carrera en la educación.

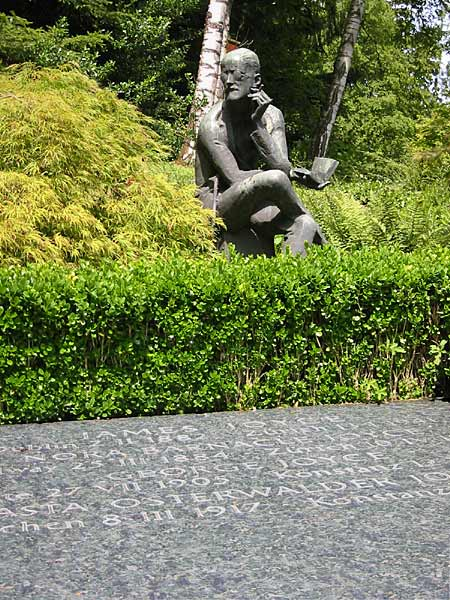
Tumba de Nora Joyce, enterrada con su esposo James y su hijo Giorgio, en Fluntern, Zúrich.

Lucia tenía 17 años cuando su padre comenzó a escribir Finnegans Wake, y para cuando terminó el libro, 16 años después, Lucia, que físicamente era más parecida a su padre —una joven alta, delgada y bien parecida, aunque pálida— que a su madre, había sido finalmente recluida. El libro tiene elementos muy evidentes que sugieren que la materia prima de Joyce provenía de la enfermedad mental de su hija. La esquizofrenia de Lucia pudo haber sido heredada del lado de Nora, cuya hermana Dilly pasó cerca de dos años en un hospital psiquiátrico.
Nora tuvo cierta predilección por Giorgio, desde que nació en 1905, hasta el día que murió. Giorgio era un bebé saludable, aunque flaco, y creció apegado a su hermana, que nació dos años después. Es probable que el matrimonio de Giorgio con la americana Helen Fleischman haya hecho que James Joyce y Nora tomaran la decisión de formalizar su matrimonio, especialmente al analizar la posibilidad de legalizar su herencia.
Otra posibilidad es que el padre de James Joyce, enfermo y a punto de morir, quisiera ver a su hijo casado. Giorgio fue el primero en iniciar acciones para hospitalizar a su hermana Lucia. Después de la muerte de James Joyce, en 1941, Nora y Giorgio tuvieron poco o ningún contacto con Lucia. Giorgio llegó a ser el depositario legal de los derechos y bienes de James Joyce, y después lo fue su hijo, Stephen Joyce.

## Libros sobre Nora Barnacle
- Nora: The Biography of Nora Joyce por Brenda Maddox (1988);  ISBN 0449904105
- James Joyce's Dublin Houses and Nora Barnacle's Galway por Vivien Igoe (1998); Wolfhound Press (IE). ISBN 0863275885
- Nora: The Real Life of Molly Bloom por Brenda Maddox (2000); Boston: Houghton Mifflin Company. ISBN 0618057005
- James Joyce and Nora por  John McCourt; (2000) The Orion Publishing Group Ltd. ISBN 0752818295